# Nosopsyllus turkmenicus
Nosopsyllus turkmenicus är en loppart som först beskrevs av Vlasov et Ioff 1937.  Nosopsyllus turkmenicus ingår i släktet Nosopsyllus och familjen fågelloppor.

## Underarter
Arten delas in i följande underarter:
- N. t. turkmenicus
- N. t. altisetus